# 군축
군축(軍縮, disarmament)은 무기를 축소, 제한, 폐지하는 행위이다. 군축은 일반적으로 국가의 군대 또는 특정 유형의 무기를 의미한다. 군축은 종종 핵무기와 같은 대량살상무기의 완전한 제거를 의미하는 것으로 받아들여진다. 유엔 총회에서는 '일반 및 완전한 군축'을 '안정을 촉진하거나 강화하기 위한 목적으로 당사국의 완전한 안보 원칙에 기초하여 군대와 재래식 무기의 균형 잡힌 감축'과 함께 모든 대량살상무기를 제거하는 것으로 정의했다. 모든 국가가 자국의 안보를 보호해야 할 필요성을 고려하여 더 낮은 군사 수준에서 실시할 것이다.

## 같이 보기
- 암스 컨트롤
- 무기 금수 조치
- 화학무기
- 비핵화